# Île Herbosa
L'île Herbosa, (en espagnol isla Herbosa  et en asturien La Herbosa)  est le nom donné à une petite île côtière située dans la ville asturienne de Gozón, en Espagne.

## Description
C'est une île escarpée de 4,2 ha qui se trouve dans l'aire protégée du cap de Peñas (es).
C'est la deuxième plus grande île de la Principauté des Asturies. Inaccessible et rocheuse, elle s'élève à 57 m du niveau de la mer et est entourée de récifs, de petits îlots et de falaises. 
C'est un lieu de reproduction important pour les oiseaux aquatiques, en particulier les cormorans et les goélands.

## Galerie

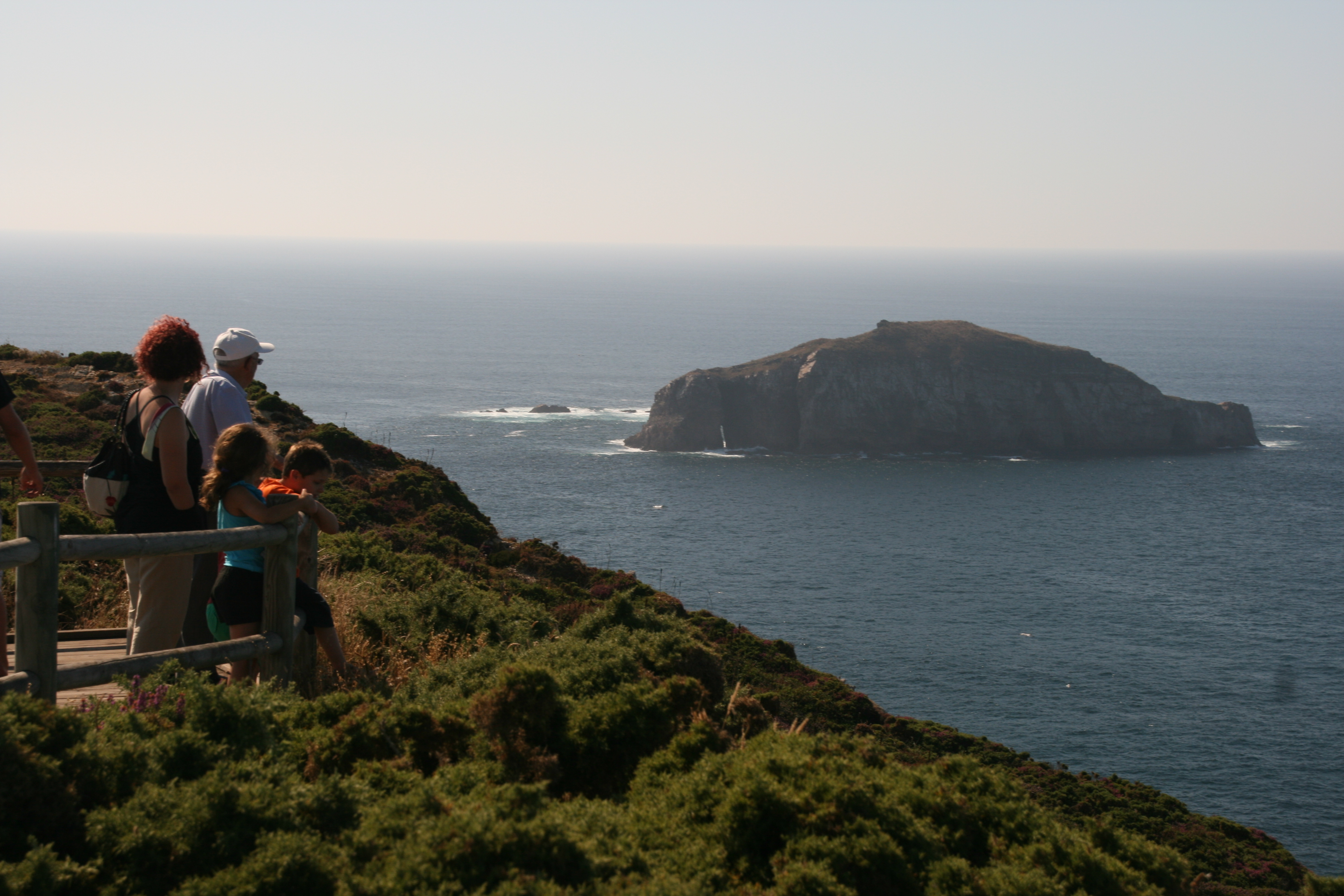
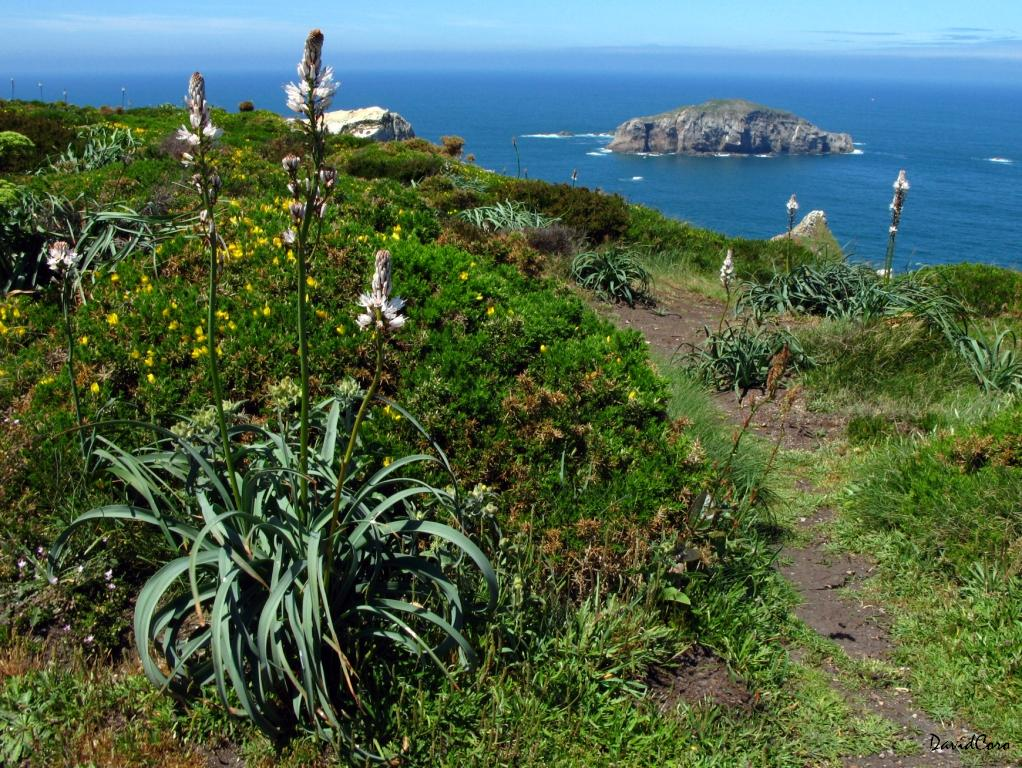